# Квитова, Петра
Пе́тра Кви́това (чеш. Petra Kvitová; род. 8 марта 1990, Биловец) — чешская профессиональная теннисистка; победительница двух турниров Большого шлема в одиночном разряде (Уимблдон-2011, -2014) и Итогового WTA Тура (2011); финалистка одного турнира Большого шлема в одиночном разряде (Открытый чемпионат Австралии-2019); победительница 31 турнира WTA в одиночном разряде; шестикратная обладательница Кубка Федерации (2011, 2012, 2014—2016, 2018) и однократная Кубка Хопмана (2012) в составе национальной сборной Чехии; бронзовый призёр Олимпийских игр 2016 года в одиночном разряде; бывшая вторая ракетка мира в одиночном разряде; пятая теннисистка в истории по заработанным призовым.

## Общая информация
Петра — одна из трёх детей Иржи и Павлы Квитовой; её братьев зовут Иржи и Либор. И отец, и братья играют в теннис на любительском уровне.
Предпочитает играть за задней линией. Лучшими ударами считает бэкхэнд и подачу. Любимый турнир — Уимблдон; Кумиром в мире тенниса в детстве была Мартина Навратилова, которая как и Петра играла левой рукой.
Тренируется в одном теннисном клубе с Томашем Бердыхом и Луцией Шафаржовой.
Личная жизнь
Квитова состояла в отношениях с чешским теннисистом Адамом Павласеком, а позднее с Радеком Штепанеком. В июне 2014 года она начала встречаться с чешским хоккеистом Радеком Мидлом. В декабре 2015 года было объявлено о их помолвке, но в мае 2016 года пара рассталась.

### Инцидент с нападением грабителя
20 декабря 2016 года в квартиру Квитовой в Простееве, в которой она в тот момент находилась, проник грабитель, который представился сотрудником коммунальных служб. Нападавший мужчина приставил нож к горлу спортсменки и в ходе борьбы ранил её левую руку, повредив сухожилия на всех пяти пальцах, а также два нерва. Петре была сделана операция, которая длилась около четырёх часов и был большой риск, что полученная травма помешает ей продолжить карьеру. Операция прошла успешно и прогнозировали, что восстановление займет около шести месяцев. Квитова приступила к тренировкам уже в марте 2017 года, а в мае смогла возобновить карьеру. Напавший на теннисистку мужчина был найден в 2018 году и через год был приговорен к восьми годам лишения свободы, а в начале 2020 года ему увеличили срок до 11 лет.

## Спортивная карьера

### Начало карьеры
На юниорском этапе карьеры Квитова несильно выделялась среди сверстниц. Она максимально смогла достигнуть 27-го место в юниорском рейтинге. В июне 2006 года Петра дебютировала на соревнованиях ITF — в квалификации на турнире в чешском Простеёве, с ходу выиграв три матча и пройдя в основную сетку. В сентябре того же года выигран первый титул ITF: на соревнованиях в венгерском Сегеде Несколько месяцев спустя были одержаны первые победы над игроками топ-200 — на пути к титулу в чешском Валашске-Мезиржичи таковых набралось сразу две.
В начале 2007 года Квитова смогла выиграть титулы на 10-ти и 25-тысячнике ITF. В мае 2007 года Квитова дебютировала в квалификации на соревнования WTA на домашнем турнире в Праге. Тогда отбор пройти не удалось, а вот несколько месяцев спустя — в Стокгольме — чешка наконец сыграла свой первый матч на подобном уровне. В июле этого же года Петра провела свой первый матч за сборную страны в Кубке Федерации. В августе произошёл дебют в квалификации турнира серии Большого шлема: в США Квитова попробовала свои силы в отборочном турнире, но пройти свой отрезок сетки не смогла. В октябре, на пути к финалу 100-тысячника ITF в Братиславе, были одержаны две дебютные победы над игроками топ-100 (Марией Еленой Камерин и Полин Пармантье). В декабре она выиграла два 25-тысячника ITF и закрепилась в середине второй сотни мирового рейтинга.
На старте сезона 2008 года Квитова попыталась пройти квалификацию на Открытый чемпионат Австралии, но не добилась успеха. Локальная неудача не помешала постепенному прогрессу — в феврале одержана первая победа над игроком топ-30: пройдя квалификацию турнира в Париже чешка доходит до второго раунда, обыграв по ходу Анабель Медину Гарригес. Через несколько недель была одержана и первая победа над игроком топ-10 — в первом раунде турнира в Мемфисе была обыграна Винус Уильямс. В апреле Петра впервые вошла в первую сотню одиночного рейтинга ассоциации, добрав решающие очки на апрельском 75-тысячнике в испанском Монсоне, где чешка добралась до финала, в котором в решающем сете оказалась сильнее Янины Викмайер. В этот же период Квитова помогает своей сборной выйти в полуфинал Кубка Федерации. В мае Квитова впервые сыграла в основной сетке турнира Большого шлема: на Ролан Гаррос она дошла до четвёртого раунда, обыграв по ходу тогдашнюю 13-ю ракетку мира Агнеш Савай.
В июле 2008 года чешка вышла в первый четвертьфинал в основном туре, пройдя туда на турнире в Будапеште. В августе она впервые сыграла в официальном турнире с действующей первой ракеткой мира: на турнире в Монреале) Ана Иванович оказалась сильнее в трёх партиях. Также Квитова впервые выступила на Олимпийских играх, которые проходили в Пекине. Она сыграла в Олимпийском парном турнире, но в дуэте с Луцией Шафаржовой выбыла в первом же раунде. В октябре Петра впервые вошла в топ-50, после выхода в четвертьфинал турнира в швейцарском Цюрихе.

### 2009—2010 (первый титул WTA и полуфинал на Уимблдоне)

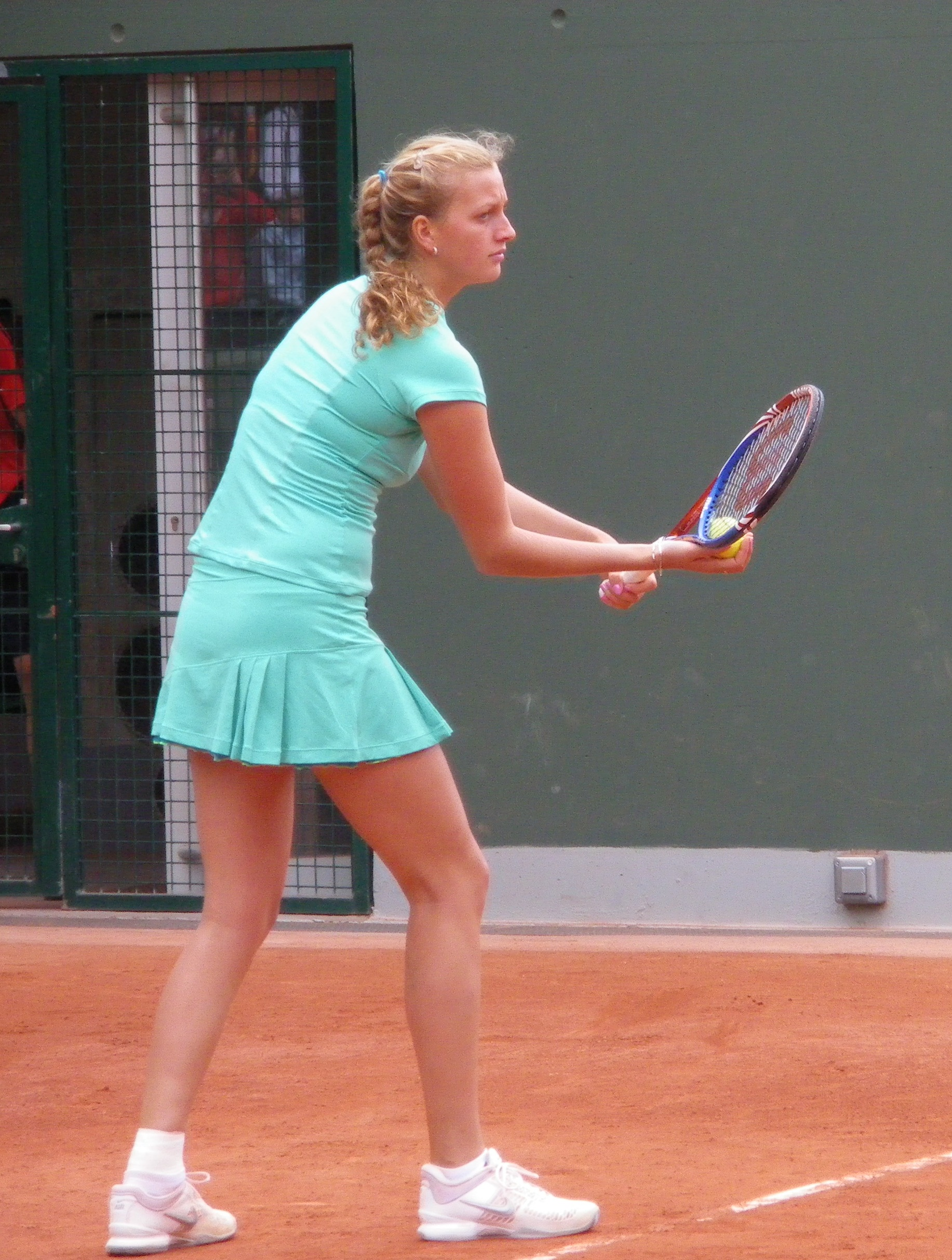
Квитова на Ролан Гаррос 2010 года

В январе 2009 года Квитова выиграла свой первый титул WTA: обыграв четырёх игроков топ-50 Петра выиграла турнир в Хобарте. В финале она обыграла соотечественницу Ивету Бенешову со счётом 7-5, 6-1. Восемь месяцев спустя чешская теннисистка впервые выиграла матч у действующей первой ракетки мира — на Открытом чемпионате США она оказалась сильнее Динары Сафиной в третьем раунде, попутно повторив свой лучший результат в карьере на турнирах Большого шлема. В октябре на зальном турнире в Линце, дойдя до полуфинала Квитова смогла обыграть № 10 в мире Агнешку Радваньскую, а в финале проиграла Янине Викмайер.
Новый сезон 2010 года Квитова начала с четвертьфинала в Хобарте. В феврале сборная Чехии, с Петрой в составе, второй год подряд прошла в полуфинал Кубка Федерации, а следом, уже сама Квитова отметилась в полуфинале турнира в Мемфисе. Следом — в апреле — чешка участвовала в крупном поражении чешек от Италии в полуфинале кубка Федерации.
После ничем не выдающейся весны, в июне Петра провела свой лучший на тот момент турнир в одиночной карьере — отдав соперницам лишь два сета и взяв два сета под «ноль» у таких сильных по тем временам теннисисток как Азаренко и Возняцки, Квитова дошла до полуфинала Уимблдона, уступив будущей победительнице и тогдашней 1-й ракетке мира Серене Уильямс — 6-7(5), 2-6. Это выступление позволило Петре войти в первую тридцатку мирового рейтинга. Между британским и американским турнирами Большого шлема провела 5 турниров и на каждом уступила в первом же матче. Впрочем, на Открытом чемпионате США Петра переломила серию и одержала две победы. В третьем раунде её остановила будущая победительница турнира Ким Клейстерс. На завершающем отрезке сезона Петра дошла до третьего раунда в Пекине (пройдя Пеннетту и Канепи) и отметилась в полуфинале 100-тысячника ITF в Пуатье.

### 2011 год (победы на Уимблдоне, Итоговом турнире и в Кубке Федерации)

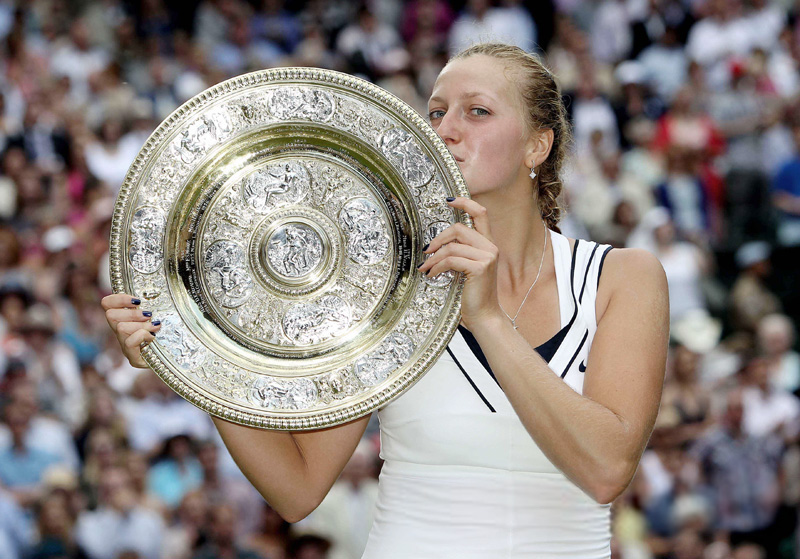
Квитова с главным призом Уимблдонского турнира в 2011 году

Новый сезон Петра начала на турнире в Брисбене, где за 5 матчей она отдала соперницам лишь два сета и уверенно завоевала свой второй одиночный титул на соревнованиях WTA. В финале была переиграна Андреа Петкович из Германии со счётом 6-1, 6-3. Следующим соревнованием в календаре Квитовой значился Открытый чемпионат Австралии. Чешка без особых проблем дошла до четвертьфинала (переиграв по пути № 6 в мире Саманту Стосур), где уступила Вере Звонарёвой. Выступления в Австралии позволило Квитовой войти в топ-20 женского рейтинга.
В феврале Петра помогла своей сборной в очередной раз преодолеть барьер первого раунда Кубка Федерации, а затем поехала на турнир в Париж, где выиграла свой первый титул Премьер категории, обыграв в финале вторую ракетку мира того времени — бельгийку Ким Клейстерс (6-4, 6-3). В дальнейшем Петра на трёх турнирах не могла выиграть и матча, но к Премьер-турниру в Майами Квитовой удалось преодолеть полосу неудач. С четвёртой попытки, наконец, выигран матч; затем при участии уроженки Биловеца национальная сборная обыгрывает в полуфинале Кубка Федерации бельгиек (на счету Квитовой оба очка в одиночных матчах). На волне этого успеха чешка на высоком уровне провела весь дальнейший грунтовый сезон: сначала она победила на крупнейшем турнире WTA в Мадриде (где были обыграны три игрока из топ-10), после чего заняла место в топ-10 мирового рейтинга. Затем она дошла до финала 100-тысячника ITF в Праге. На главном старте этого отрезка сезона — на Открытом чемпионате Франции — Петра уверенно вышла в четвёртый раунд, но там закончила борьбу за титул — её остановила будущая чемпионка турнира — Ли На.
Сезон на траве вышел триумфальным — Квитова сыграла 12 матчей на двух турнирах, выиграв 11 из них. Сначала был заработан финал на турнире в Истборне, а затем впервые в карьере выигран турнир Большого шлема: на Уимблдонском турнире, где за семь матчей соперницы взяли у чешки лишь два сета. Квитова стала первой теннисисткой — левшой с 1990 года (со времён Мартины Навратиловой), которая выиграла титул Большого шлема в одиночном разряде. Также она стала первым игроком (среди мужчин и женщин), кто родился в 1990-х годах и выиграл Большой шлем.
| Стадия  | Соперница (посев)      | Рейтинг | Счёт           |
| 1 раунд | Алекса Глатч (Q)       | 173     | 6-2 6-2        |
| 2 раунд | Энн Кеотавонг          | 111     | 6-2 6-1        |
| 3 раунд | Роберта Винчи (29)     | 29      | 6-3 6-3        |
| 4 раунд | Янина Викмайер (19)    | 19      | 6-0 6-2        |
| 1/4     | Цветана Пиронкова (32) | 33      | 6-3 6-7(5) 6-2 |
| 1/2     | Виктория Азаренко (4)  | 5       | 6-1 3-6 6-2    |
| Финал   | Мария Шарапова (5)     | 6       | 6-3 6-4        |

Однако после окончания успешного для Петры травяного сезона наступил спад; небольшие проблемы со здоровьем привели к тому, что Квитова не смогла нужным образом подготовиться к US Open Series и сопутствующим турнирам. В подготовительный период чещка играла два турнира категории Премьер 5, но оба раза уступила достаточно рано — оба раза в третьих раунде немке Андреа Петкович. На самом Открытом чемпионате США всё получилось ещё хуже — уже на старте Петра капитулировала в матче с Александрой Дулгеру. Азиатская серия складывалась с переменным успехом: в Токио Квитова уверенно двигалась по сетке, но в полуфинале, ведя 5-1 в первом сете против Веры Звонарёвой, чешка неожиданно потеряла уверенность в своих действиях и уступила сначала сет, а затем и матч. По инерции Петра проиграла первый же матч и на следующем турнире в Пекине. Спад продолжался недолго: вернувшись в Европу Квитова быстро вернулась к своей лучшей игре и, последовательно победила в двенадцати матчах, выиграла титул сначала на небольшом турнире в Линце (в финале обыграв Доминику Цибулкову).
Затем Квитова уже на первом для себя Итоговом турнире смогла победить, выиграв все пять матчей у лучших теннисисток по итогам сезона. В решающем матче она обыграла Викторию Азаренко со счётом 7-5, 4-6, 6-3. Эта победа принесла Квитовой итоговое 2-е место в рейтинге WTA. После Итогового турнира Петра продолжила победную серию и помогла своей сборной выиграть финал Кубка Федерации у россиянок (выиграв два одиночных матча). За все эти успехи, по итогам года, WTA признала Квитову игроком года, а также она получила награду за лучший прогресс года.

### 2012—2013

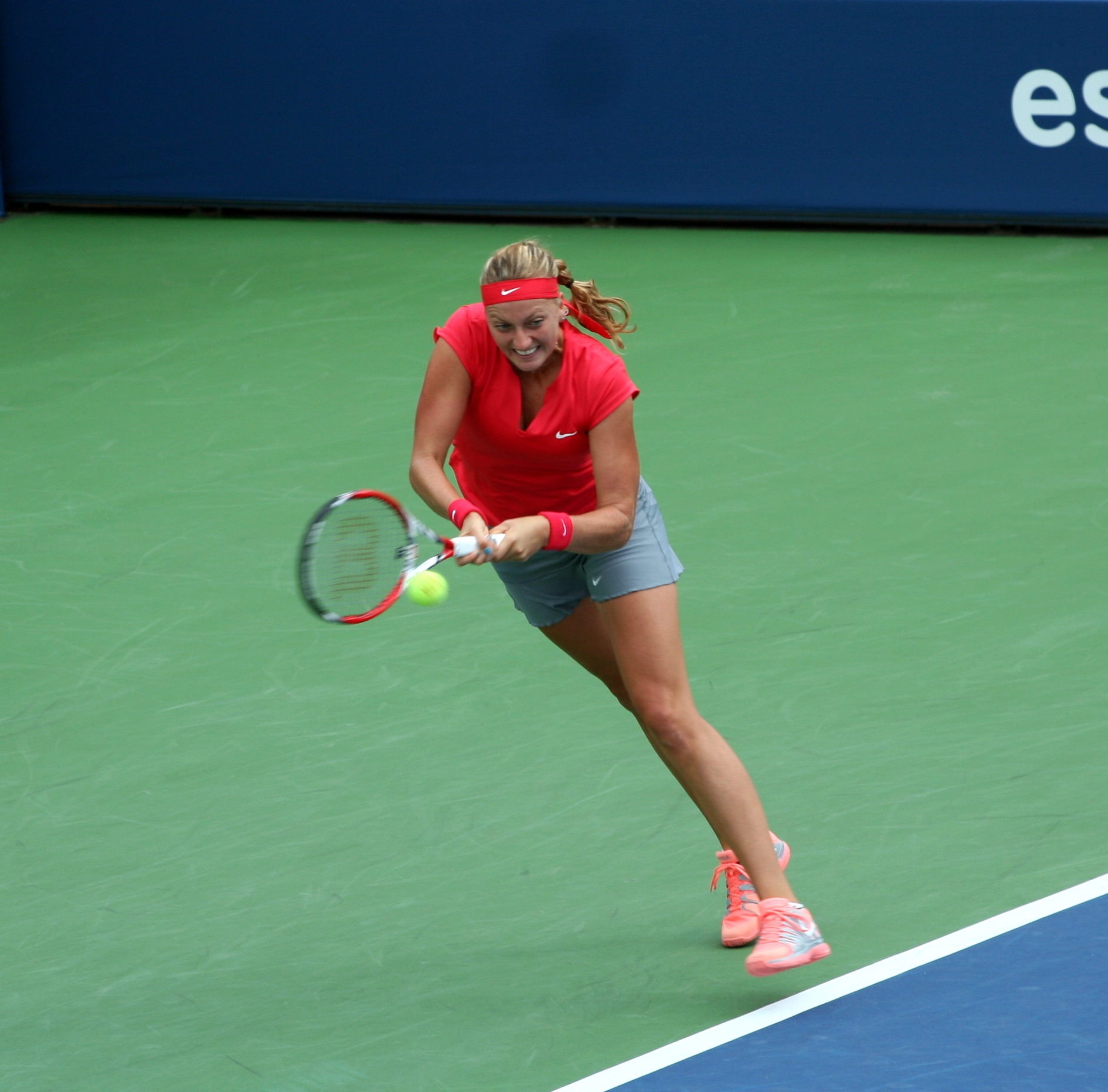
Квитова на Открытом чемпионате США 2013 года

Новый сезон, поначалу, продолжал победные традиции года минувшего: Петра выигрывала один матч за другим, допуская лишь редкие осечки. В январе она, вместе с Томашем Бердыхом принесла своей стране победу в неофициальном командном турнире Кубке Хопмана, а затем дошла до полуфиналов на соревнованиях в Сиднее и турнире серии Большого шлема Открытом чемпионате Австралии. Квитова несколько раз была близка к тому, чтобы возглавить одиночный рейтинг, но каждый раз ей не хватало для этого одной-двух побед. Вернувшись из австралийского вояжа Петра постепенно теряла завоёванные было позиции: локальные проблемы со здоровьем и неидеальная физическая готовность приводят к потери былой точности ударов и серии из ранних поражений: на двух мартовских турнирах высшей категории в США она выиграла лишь один матч. С возвращением в Европу форма чуть улучшилась: чешка всё так же весьма нестабильна, но позволяла себе проигрывать несколько реже. В апреле она вышла в полуфинал турнира в Штутгарте, а в мае четвертьфинал в Риме. На Ролан Гаррос, пользуясь весьма благоприятной сеткой (сильнейшая из встретившихся ей теннисисток накануне парижского соревнования занимала в рейтинге лишь 63-е место), Квитова смогла впервые выйти в полуфинал.
Травяной сезон принёс Квитовой два четвертьфинала: на Уимблдоне она уступила рвавшейся к очередному титулу Серене Уильямс, а на Олимпийских играх, которые проходили в Лондоне её обыграла Мария Кириленко. В эти сроки результаты Петры постепенно начали стабилизироваться на приемлемом уровне: следом, во время североамериканского хардового сезона, чешка выиграла два титула (беря главные призы в Монреале и Нью-Хейвене), а также сыграла в полуфинале в Цинциннати. Развить успех на Открытом чемпионате США не удалось: в четвёртом раунде Петра уступила Марион Бартоли. Поражение на американском турнире Большого шлема негативно сказалось и на концовке сезона: на турнирах регулярного тура Квитова до конца сезона выиграла лишь один матч. В очередном финале Кубка Федерации она не без труда принесла своей сборной одну победу над сербками в двух матчах (чешкам для второго подряд титула этого оказывается вполне достаточно).
Из ямы физической и психологической готовности удалось выбраться лишь к началу февраля 2013 года. Квитова вышла в четвертьфинал в Париже, а затем на турнире в Дохе (где в равной борьбе проиграла Серене Уильямс). После этого на турнире в Дубае Петра смогла взять титул и обыграла по ходу соревнований трёх теннисисток из топ-10 (Радваньскую, Возняцки и Сару Эррани в финале). Этот титул стал 10-м в карьере чешке в рамках WTA-тура. Март принёс чешке четвертьфинал турнира в Индиан-Уэллсе, а апрель финал небольшого соревнования в Катовице. На выездном матче Кубка Федерации сборная Чехии, в постоянно прерываемой дождями матчевой встрече, уступила матч сборной Италии (Петра проиграла одну из двух своих одиночных встреч). После игр за сборную она вышла в четвертьфинал турнира Штутгарте. На Ролан Гаррос она выбыла в третьем раунде.
На Уимблдонском турнире 2013 года Петра смогла добраться до четвертьфинала, где уступила Кирстен Флипкенс. С возвращением на хард в конце июля она вышла в четвертьфинал турнира в Карлсбаде. В начале августа Квитова вышла в 1/4 финала в Торонто, а в конце месяца вышла в финал турнира в Нью-Хейвене. Но на Открытом чемпионате США в третьем раунде она проиграла. В сентябре Квитова выиграла титул в Токио, где в финале обыграла Анжелику Кербер — 6-2, 0-6, 6-3. После этого она вышла в полуфинал в Пекине, обыграв двух теннисисток из первой десятки (Эррани и Ли На). Эта удачная серия позволила поправить свои рейтинговые позиции и в последний момент отобраться на Итоговый турнир, где Петра также показала неплохой результат, выиграв пару матчей в группе и выйдя в полуфинал.

### 2014—2015 (второй титул на Уимблдоне)

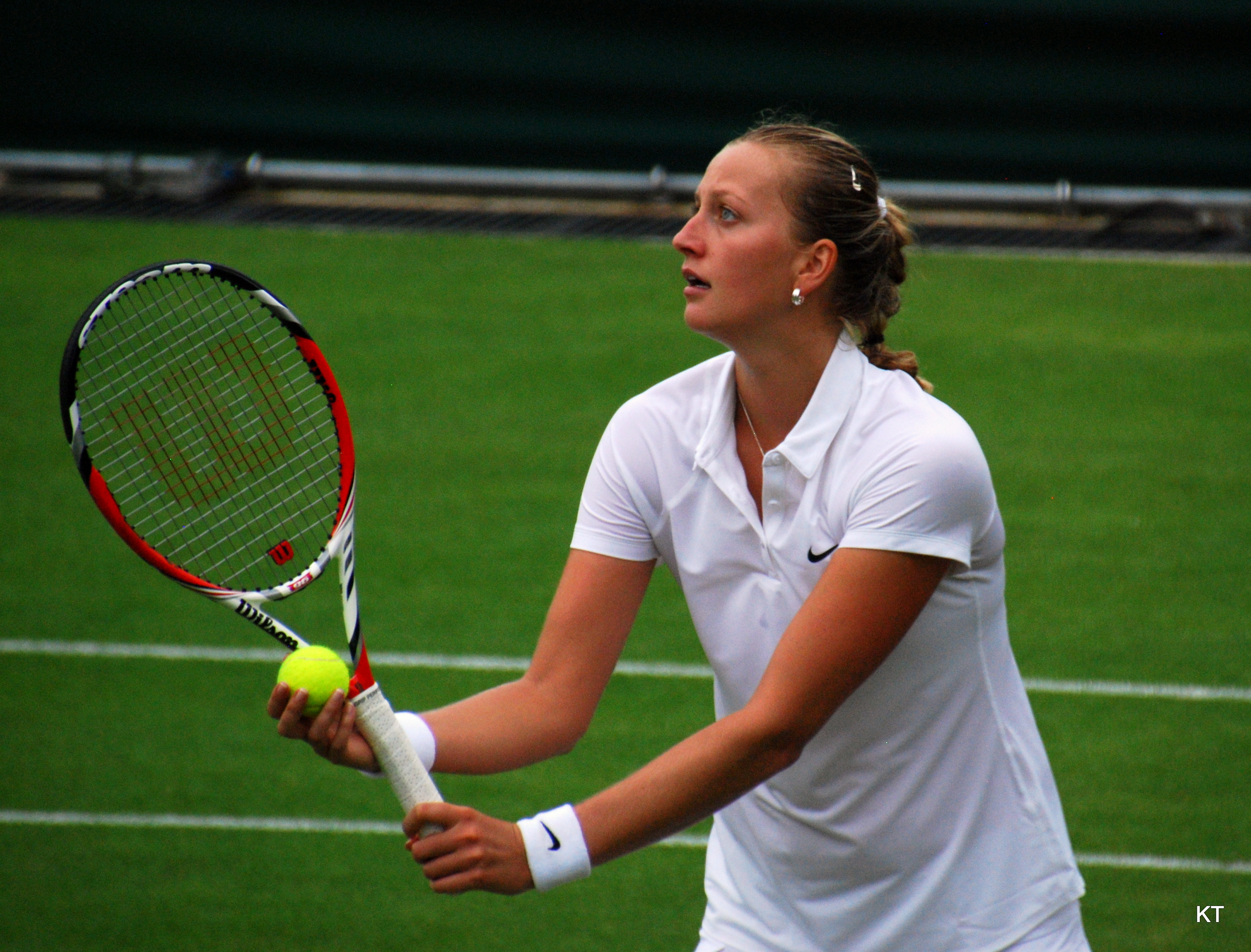
Квитова на Уимблдонском турнире в 2014 году

Сезон-2014 вновь вернул чешку к серии нестабильных результатов: удачно отыграв открывавшие год Кубок Хопмана и турнир в Сиднее (на первом были выиграны все одиночные встречи, а на втором добыт полуфинал), Квитова крайне неудачно провела Открытый чемпионат Австралии (вылетев уже на старте), а затем не смогла защитить прошлогодние очки на ближневосточной связке турниров (с трудом выиграв пару матчей). В марте дела пошли лучше: чешка добилась выхода в четвёртый раунд и четвертьфинал на связке Индиан-Уэллс — Майами, а затем помогла своей сборной выйти в финал Кубка Федерации, поучаствовав в домашней крупной победе над сборной Италии. Последующий грунтовый сезон был сыгран немногим лучше — Квитова проигрывала множество матчей соперницам с более низким рейтингом и только на одном турнире высшей категории Премьер в Мадриде — смогла добраться до полуфинала. На Ролан Гаррос она добралась только до третьего раунда. Локальные неудачи закончились к травяному сезону: постепенно обретая уверенность в своих силах, чешка, несмотря на небольшие проблемы со здоровьем, смогла идеально подготовиться к британскому турниру Большого шлема, а переиграв в третьем раунде соревнования Винус Уильямс в трёх упорных партиях, она уже не позволила ни одной из соперниц оказать себе достойное сопротивление и спустя три года повторно выиграла Уимблдонский турнир. Благодаря этой победе, 24-летняя чешская теннисистка поднялась на 4-е место и впервые с 2012 года вошла в топ-5.
| Стадия  | Соперница (посев)          | Рейтинг | Счёт           |
| 1 раунд | Андреа Главачкова          | 118     | 6-3 6-0        |
| 2 раунд | Мона Бартель               | 59      | 6-26-0         |
| 3 раунд | Винус Уильямс (31)         | 30      | 5-7 7-6(2) 7-5 |
| 4 раунд | Пэн Шуай                   | 61      | 6-3 6-2        |
| 1/4     | Барбора Заглавова-Стрыцова | 43      | 6-1 7-5        |
| 1/2     | Луция Шафаржова (23)       | 23      | 7-6(6) 6-1     |
| Финал   | Эжени Бушар (13)           | 13      | 6-3 6-0        |

В августе 2014 года Квитова победила на турнире в Нью-Хейвене, одолев в финале Магдалену Рыбарикову (6-4, 6-2). На Открытом чемпионате США она вылетела в третьем раунде. В сентябре Петра хорошо проявила себя на турнире Премьер 5 в Ухане, сумев выиграть титул. В финале она переиграла свою соперницу по финалу Уимблдона Эжени Бушар — 6-3, 6-4. На следующем супер турнире в Пекине Квитова также сыграла в финале, но на этот раз проиграла Марии Шараповой — 4-6, 6-2, 3-6. На Итоговом турнире Квитова смогла взять реванш у россиянки, но, проиграв два других матча, не смогла выйти из группы. Также в этом году Квитова поучаствовала в очередном походе чешской сборной к титулу в Кубке Федерации, где в финале выиграла два своих одиночных матча против немок.
В январе 2015 года Квитова сначала вышла в полуфинал турнира в Шэньчжэне, а затем смогла выиграть турнир в Сиднее, где в финале нанесла поражение Каролине Плишковой — 7-6(5), 7-6(6). Далее чешка не смогла проявить себя ни на Открытом чемпионате Австралии (проиграла в третьем раунде), ни на связке арабских турниров, а мартовскую серию турниров в США и вовсе пропустила. Вернувшись в строй к грунту, Квитова выиграла в мае крупный турнир в Мадриде. В полуфинале ей удалось обыграть первую ракетку мира Серену Уильямс со счётом 6-2, 6-3, а в решающем матче она разгромила опытную Светлану Кузнецову — 6-1, 6-2. На следующем Премьер-турнире в Риме Петра добралась до четвертьфинала, а на кортах Ролан Гаррос вышла в четвёртый раунд.
Защита титула на Уимблдоне завершилась поражением Квитовой уже в третьем раунде. В последующей хардовой серии также она сумела в третий раз в карьере победить на турнире в Нью-Хейвене, переиграв в полуфинале № 4 в мире Каролину Возняцки, а в финале № 6 Луцию Шафаржову. На Открытом чемпионате США Петра доиграла до четвертьфинала, где уступила будущей чемпионке Флавии Пеннетте. На Итоговом турнире Квитова смогла выйти из группы, несмотря на два поражения в трёх матчах. В полуфинале она победила Марию Шарапову — 6-3, 7-6(3), но в финале проиграла Агнешке Радваньской — 2-6, 6-4, 3-6. Финиш года принёс Квитовой очередной титул в Кубке Федерации (на этот раз в финале были обыграны россиянки). Пятый сезон подряд Петра финишировала в топ-10 по итогам года, заняв на этот раз 6-ю позицию.

### 2016—2018 (медаль на Олимпиаде и шестая победа в Кубке Федерации)

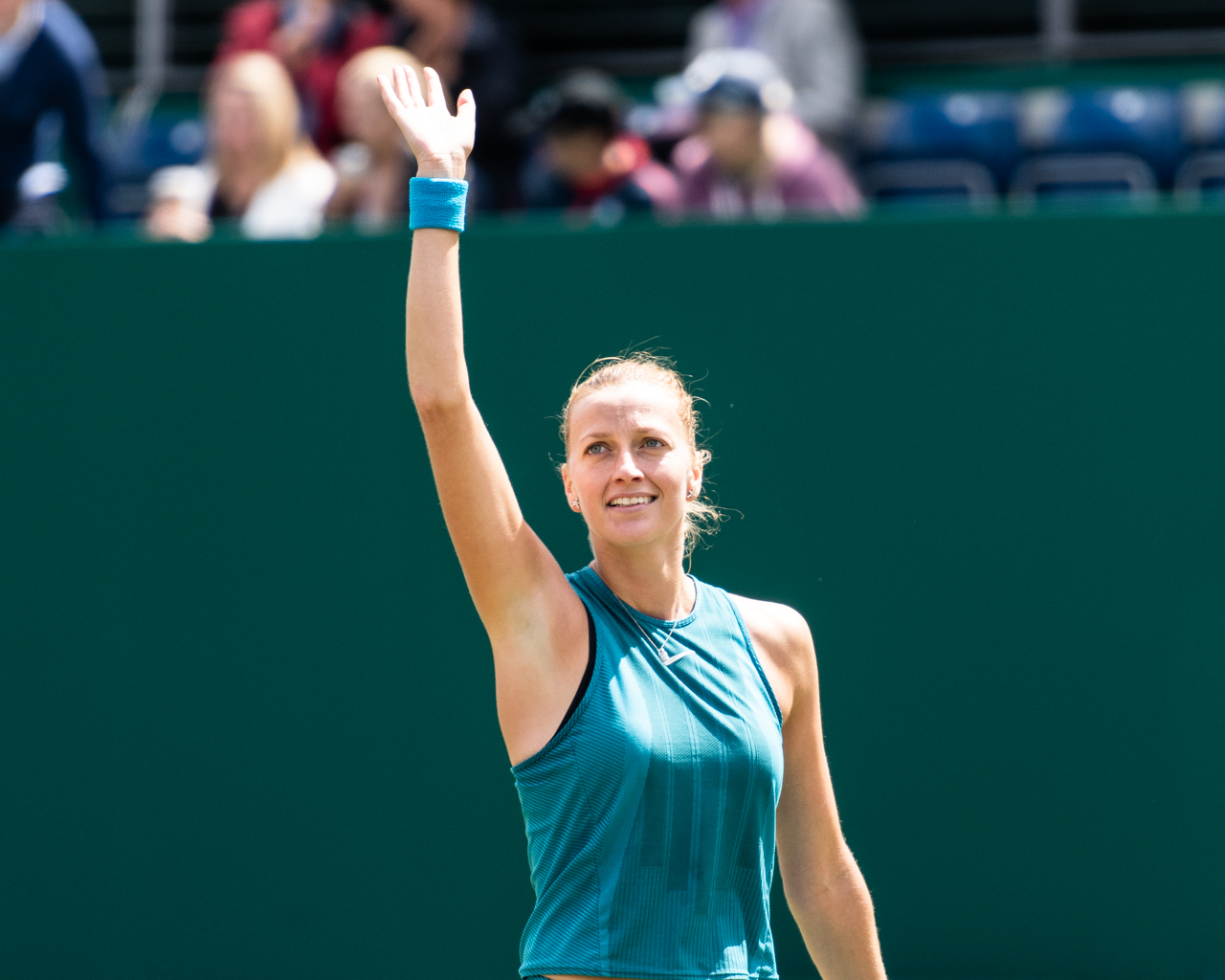
Квитова на турнире в Бирмингеме 2018 года

Старт сезона 2016 года сложился для Квитовой неудачно. Первого четвертьфинала она достигла в марте на Премьер-турнире в Индиан-Уэллсе. В апреле после победы над № 4 в мире над Гарбиньей Мугурусой (6-1, 3-6, 6-0) она вышла в полуфинал в Штутгарте. После вылета в третьем раунде турнира в Мадриде Квитова впервые с сентября 2013 года покинула топ-10 женского рейтинга. Ролан Гаррос и Уимблдон завершились для неё в третьем и втором раунде. Несмотря на неудачно складывающийся сезон, Квитова успешно сыграла на Олимпийских играх в Рио-де-Жанейро. Она доиграла до полуфинала, где проиграла сенсационной чемпионке той Олимпиады Монике Пуиг. В матче за бронзовую медаль Квитова переиграла американку Мэдисон Киз (7-5, 2-6, 6-2) и завоевала свою первую медаль на Олимпиаде.
На турнире в Нью-Хейвене в августе 2016 года она вышла в полуфинал. На Открытом чемпионате США она доиграла до четвёртого раунда. В начале октября Петра сыграла лучший в сезоне турнир, став чемпионкой в Ухане. В третьем раунде она переиграла первую ракетку мира Анжелику Кербер — 6-7(10), 7-5, 6-4. В полуфинале она выиграла ещё одну сильную теннисистку № 5 в мире Симону Халеп — 6-1, 6-2. В титульном матче Петра одержала победу над Доминикой Цибулковой — 6-1, 6-1. На турнире в Пекине она вышла в четвертьфинал. На небольшом зальном турнире в Люксембурге Квитова смогла выйти в финал, в котором проиграла Монике Никулеску. В начале ноября на втором по значимости Итоговом турнире — Трофей элиты WTA чешская теннисистка смогла выиграть, одержав четыре победы, в том числе в финале над Элиной Свитолиной (6-4, 6-2). В конце сезона Квитова в пятый раз стала обладательницей Кубка Федерации в составе сборной Чехии.
Перед стартом сезона 2017 года Квитова начала сотрудничество с новым тренером Иржи Ванеком. Однако планы на сезон разрушил инцидент с нападением на Квитову грабителя, который ножом порезал ей рабочую левую руку. Первым турниром после восстановления для Петры стал Открытый чемпионат Франции в мае. На нём чешская теннисистка доиграла только до второго раунда. В июне она успешно сыграла на травяном турнире в Бирмингеме, сумев выиграть главный приз. В финале Квитова смогла переиграть австралийку Эшли Барти — 4-6, 6-3, 6-2. Титул стал 20-м в основном туре WTA для чешской теннисистки. На Уимблдоне она не смогла пройти дальше второго раунда. Американскую хардовую серию Квитова начала с четвертьфинала в Станфорде. На Открытом чемпионате США Квитова смогла добраться до четвертьфинала, обыграв в борьбе за выход туда № 3 Гарбинью Мугурусу — 7-6(3), 6-3. В октябре на Премьер-турнире высшей категории в Пекине Квитова оформила выход в полуфинал. Свой неполный сезон она смогла завершить в топ-30 рейтинга.
В феврале 2018 года на турнире в Санкт-Петербурге Петра Квитова выиграла соревнования в одиночном разряде, в финале обыграв француженку Кристину Младенович — 6-1, 6-2. Следующим достижением для неё стала победа на турнире серии Премьер 5 в Дохе. По ходу турнира Квитова обыграла сразу четырёх теннисисток из первой десятки: № 3 Элину Свитолину, № 10 Юлию Гёргес, № 1 Каролину Возняцики и в финале № 4 Гарбинью Мугурусу со счётом 3-6, 6-3, 6-4. Этот результат позволил Квитовой впервые с июня 2016 года вернуть себе место в топ-10. Следующий всплеск хороших результатов произошёл в мае, когда чешка смогла выиграть два турнира подряд. Квитова играла свои матчи с 1 по 12 мая подряд каждый день за исключением 7 мая. В начале она взяла титул на домашнем турнире в Праге, нанеся поражение в финале Михаэле Бузарнеску — 4-6, 6-2, 6-3. Затем Квитова выиграла турнир высшей категории Премьер в Мадриде. В полуфинале она переиграла № 6 в мире Каролину Плишкову — 7-6(4), 6-3, а в финале расправилась с Кики Бертенс — 7-6(6), 4-6, 6-3. На Открытом чемпионате Франции однако её серия завершилась поражением в третьем раунде.
В июне 2018 года Квитова смогла защитить свой титул в Бирмингеме, обыграв в финале Магдалену Рыбарикову (4-6, 6-1, 6-2). На Уимблдоне она неожиданно проиграла в первом раунде Александре Саснович из Беларуси. В августе на турнире Премьер 5 в Цинциннати Петра сумела выйти в полуфинал. На турнире в Нью-Хейвене она вышла в 1/4 финала, а на Открытом чемпионате США завершила выступления в третьем раунде. Квитова смогла по итогам сезона отобраться на Итоговый турнир, но там выступила неудачно, проиграв все три матча группового этапа. В конце сезона сборная Чехии выиграла в очередной раз Кубок Федерации, и хоть Квитова в финале не сыграла, но на пути к нему выступала за сборную. Для Квитовой это стала шестая победа со сборной в кубке Федерации.

### 2019—2020 (финал в Австралии)
2019 год начался для чешской теннисистки успешно. На турнире в Сиднее она сумела завоевать первый трофей в сезоне, переиграв в финале австралийку Эшли Барти — 1-6, 7-5, 7-6(3). На пути к титулу она также смогла обыграть вторую ракетку мира Анжелику Кербер на стадии четвертьфинала (6-4, 6-1). На Открытом чемпионате Австралии, Петра великолепно провела турнир и сумела стать участницей решающего матча, однако в финале уступила молодой японской теннисистке Наоми Осака в трёх партиях. После выступления в Австралии Квитова впервые с июня 2015 года поднялась на высшую для себя — вторую строчку женского рейтинга.
| Стадия  | Соперница (посев)    | Рейтинг | Счёт           |
| 1 раунд | Магдалена Рыбарикова | 51      | 6-3 6-2        |
| 2 раунд | Ирина-Камелия Бегу   | 70      | 6-1 6-3        |
| 3 раунд | Белинда Бенчич       | 49      | 6-1 6-4        |
| 4 раунд | Аманда Анисимова     | 87      | 6-2 6-1        |
| 1/4     | Эшли Барти (15)      | 15      | 6-1 6-4        |
| 1/2     | Даниэль Коллинз      | 35      | 7-6(2) 6-0     |
| Финал   | Наоми Осака (4)      | 4       | 6-7(2) 7-5 4-6 |

После выступления в Австралии Квитова приехала защищать титул на турнир в Санкт-Петербурге, однако на этот раз проиграла в четвертьфинале. Затем на турнире серии Премьер 5 в Дубае она сумела дойти до финала, в котором была переиграна Белиндой Бенчич — 3-6, 6-1, 2-6. В марте на престижном турнире в Майами Петра смогла выйти в четвертьфинал. В апреле 2019 года Петра принимала участие на турнире в Штутгарте, где дошла до финала и обыграла теннисистку из Эстонии Анетт Контавейт со счётом 6-3, 7-6(2). На Премьер-турнире в Мадриде она вышла в четвертьфинал. Открытый чемпионат Франции чешская теннисистка пропустила из-за травмы руки и вернулась к соревнованиям уже в июле на Уимблдоне, дойдя там до четвёртого раунда. В сентябре Квитова вышла в полуфинал Премьер-турнира в Ухане, а затем в начале октябре в четвертьфинал турнира в Пекине. Последнее выступление в сезоне пришлось на Итоговый турнир, на котором Квитова выступила крайне неудачно, проиграв все матчи в своей группе. Сезон она закончила второй год подряд на 7-м месте рейтинга.
Выступления в 2020 году Квитова начала с полуфинала турнира в Брисбене. На Открытом чемпионате Австралии она второй год подряд в 1/4 финала встретилась с Эшли Барти, но на этот раз проиграла австралийке. Лишившись рейтинговых очков за прошлогодний финал Петра покинула топ-10. В феврале на турнире в Дохе Квитова смогла взять реванш у первой ракетке мира Эшли Барти, обыграв её в полуфинале — 6-4, 2-6, 6-4. Пройдя в финал она не смогла в борьбе за титул обыграть Арину Соболенко — 3-6, 3-6.

## Итоговое место в рейтинге WTA по годам
| Год  | Одиночный рейтинг | Парный рейтинг |
| 2023 | 14                |                |
| 2022 | 16                |                |
| 2021 | 17                |                |
| 2020 | 8                 |                |
| 2019 | 7                 |                |
| 2018 | 7                 |                |
| 2017 | 29                |                |
| 2016 | 11                | 265            |
| 2015 | 6                 |                |
| 2014 | 4                 | 1 250          |
| 2013 | 6                 | 260            |
| 2012 | 8                 | 532            |
| 2011 | 2                 | 361            |
| 2010 | 34                | 333            |
| 2009 | 62                | 379            |
| 2008 | 44                | 959            |
| 2007 | 157               | 454            |
| 2006 | 773               |                |

## Выступления на турнирах

### Финалы турниров Большого шлема в одиночном разряде (3)

#### Победы (2)
| №  | Год  | Турнир       | Покрытие | Соперница в финале | Счёт    |
| 1. | 2011 | Уимблдон     | Трава    | Мария Шарапова     | 6-3 6-4 |
| 2. | 2014 | Уимблдон (2) | Трава    | Эжени Бушар        | 6-3 6-0 |

#### Поражения (1)
| №  | Год  | Турнир                       | Покрытие | Соперница в финале | Счёт           |
| 1. | 2019 | Открытый чемпионат Австралии | Хард     | Наоми Осака        | 6-7(2) 7-5 4-6 |

### Финалы Итоговых турнировWTAв одиночном разряде (2)

#### Победы (1)
| №  | Год  | Турнир          | Покрытие   | Соперница в финале | Счёт        |
| 1. | 2011 | Стамбул, Турция | Хард (зал) | Виктория Азаренко  | 7-5 4-6 6-3 |

#### Поражения (1)
| №  | Год  | Турнир   | Покрытие   | Соперница в финале  | Счёт        |
| 1. | 2015 | Сингапур | Хард (зал) | Агнешка Радваньская | 2-6 6-4 3-6 |

### Финалы турнировWTAв одиночном разряде (42)

#### Победы (31)
| Легенда:                                   |
| ------------------------------------------ |
| Турниры Большого шлема (2)*                |
| Олимпиада (0)                              |
| Итоговый турнир WTA (1)                    |
| Трофей элиты WTA (1)                       |
| Premier Mandatory / WTA 1000 Mandatory (3) |
| Premier 5 / WTA 1000 (6)                   |
| Premier / WTA 500 (14)                     |
| International / WTA 250 (4)                |

| Титулы по покрытиям | Титулы по месту проведения матчей турнира |
| ------------------- | ----------------------------------------- |
| Хард (20)*          | Зал (6)                                   |
| Грунт (5)           | Зал (6)                                   |
| Трава (6)           | Открытый воздух (25)                      |
| Ковёр (0)           | Открытый воздух (25)                      |

* количество побед в одиночном разряде.
| №   | Дата             | Турнир                        | Покрытие    | Соперница в финале   | Счёт           |
| 1.  | 16 января 2009   | Хобарт, Австралия             | Хард        | Ивета Бенешова       | 7-5 6-1        |
| 2.  | 8 января 2011    | Брисбен, Австралия            | Хард        | Андреа Петкович      | 6-1 6-3        |
| 3.  | 13 февраля 2011  | Париж, Франция                | Хард (зал)  | Ким Клейстерс        | 6-4 6-3        |
| 4.  | 8 мая 2011       | Мадрид, Испания               | Грунт       | Виктория Азаренко    | 7-6(3) 6-4     |
| 5.  | 2 июля 2011      | Уимблдон                      | Трава       | Мария Шарапова       | 6-3 6-4        |
| 6.  | 16 октября 2011  | Линц, Австрия                 | Хард (зал)  | Доминика Цибулкова   | 6-4 6-1        |
| 7.  | 30 октября 2011  | Итоговый турнир               | Хард (зал)  | Виктория Азаренко    | 7-5 4-6 6-3    |
| 8.  | 13 августа 2012  | Монреаль, Канада              | Хард        | Ли На                | 7-5 2-6 6-3    |
| 9.  | 25 августа 2012  | Нью-Хейвен, США               | Хард        | Мария Кириленко      | 7-6(9) 7-5     |
| 10. | 23 февраля 2013  | Дубай, ОАЭ                    | Хард        | Сара Эррани          | 6-2 1-6 6-1    |
| 11. | 28 сентября 2013 | Токио, Япония                 | Хард        | Анжелика Кербер      | 6-2 0-6 6-3    |
| 12. | 5 июля 2014      | Уимблдон (2)                  | Трава       | Эжени Бушар          | 6-3 6-0        |
| 13. | 23 августа 2014  | Нью-Хейвен, США (2)           | Хард        | Магдалена Рыбарикова | 6-4 6-2        |
| 14. | 27 сентября 2014 | Ухань, Китай                  | Хард        | Эжени Бушар          | 6-3 6-4        |
| 15. | 16 января 2015   | Сидней, Австралия             | Хард        | Каролина Плишкова    | 7-6(5) 7-6(6)  |
| 16. | 9 мая 2015       | Мадрид, Испания (2)           | Грунт       | Светлана Кузнецова   | 6-1 6-2        |
| 17. | 29 августа 2015  | Нью-Хейвен, США (3)           | Хард        | Луция Шафаржова      | 6-7(6) 6-2 6-2 |
| 18. | 1 октября 2016   | Ухань, Китай (2)              | Хард        | Доминика Цибулкова   | 6-1 6-1        |
| 19. | 6 ноября 2016    | Трофей элиты WTA              | Хард (зал)  | Элина Свитолина      | 6-4 6-2        |
| 20. | 25 июня 2017     | Бирмингем, Великобритания     | Трава       | Эшли Барти           | 4-6 6-3 6-2    |
| 21. | 4 февраля 2018   | Санкт-Петербург, Россия       | Хард (зал)  | Кристина Младенович  | 6-1 6-2        |
| 22. | 18 февраля 2018  | Доха, Катар                   | Хард        | Гарбинье Мугуруса    | 3-6 6-3 6-4    |
| 23. | 5 мая 2018       | Прага, Чехия                  | Грунт       | Михаэла Бузарнеску   | 4-6 6-2 6-3    |
| 24. | 12 мая 2018      | Мадрид, Испания (3)           | Грунт       | Кики Бертенс         | 7-6(6) 4-6 6-3 |
| 25. | 24 июня 2018     | Бирмингем, Великобритания (2) | Трава       | Магдалена Рыбарикова | 4-6 6-1 6-2    |
| 26. | 12 января 2019   | Сидней, Австралия (2)         | Хард        | Эшли Барти           | 1-6 7-5 7-6(3) |
| 27. | 28 апреля 2019   | Штутгарт, Германия            | Грунт (зал) | Анетт Контавейт      | 6-3 7-6(2)     |
| 28. | 6 марта 2021     | Доха, Катар (2)               | Хард        | Гарбинье Мугуруса    | 6-2 6-1        |
| 29. | 25 июня 2022     | Истборн, Великобритания       | Трава       | Елена Остапенко      | 6-3 6-2        |
| 30. | 1 апреля 2023    | Майами, США                   | Хард        | Елена Рыбакина       | 7-6(14) 6-2    |
| 31. | 25 июня 2023     | Берлин, Германия              | Трава       | Донна Векич          | 6-2 7-6(6)     |

#### Поражения (11)
| №   | Дата            | Турнир                       | Покрытие    | Соперница в финале  | Счёт           |
| 1.  | 18 октября 2009 | Линц, Австрия                | Хард (зал)  | Янина Викмайер      | 3-6 4-6        |
| 2.  | 18 июня 2011    | Истборн, Великобритания      | Трава       | Марион Бартоли      | 1-6 6-4 5-7    |
| 3.  | 14 апреля 2013  | Катовице, Польша             | Грунт (зал) | Роберта Винчи       | 6-7(2) 1-6     |
| 4.  | 24 августа 2013 | Нью-Хейвен, США              | Хард        | Симона Халеп        | 2-6 2-6        |
| 5.  | 5 октября 2014  | Пекин, Китай                 | Хард        | Мария Шарапова      | 4-6 6-2 3-6    |
| 6.  | 1 ноября 2015   | Финал тура WTA               | Хард (зал)  | Агнешка Радваньская | 2-6 6-4 3-6    |
| 7.  | 22 октября 2016 | Люксембург                   | Хард (зал)  | Моника Никулеску    | 4-6 0-6        |
| 8.  | 26 января 2019  | Открытый чемпионат Австралии | Хард        | Наоми Осака         | 6-7(2) 7-5 4-6 |
| 9.  | 23 февраля 2019 | Дубай, ОАЭ                   | Хард        | Белинда Бенчич      | 3-6 6-1 2-6    |
| 10. | 29 февраля 2020 | Доха, Катар                  | Хард        | Арина Соболенко     | 3-6 3-6        |
| 11. | 21 августа 2022 | Цинциннати, США              | Хард        | Каролин Гарсия      | 2-6 4-6        |

### Финалы турнировITFв одиночном разряде (10)

#### Победы (7)
| Легенда:         |
| ---------------- |
| 100.000 USD (0)* |
| 75.000 USD (1)   |
| 50.000 USD (0)   |
| 25.000 USD (4)   |
| 10.000 USD (2)   |

| Титулы по покрытиям | Титулы по месту проведения матчей турнира |
| ------------------- | ----------------------------------------- |
| Хард (5)*           | Зал (5)                                   |
| Грунт (1)           | Зал (5)                                   |
| Трава (0)           | Открытый воздух (2)                       |
| Ковёр (1)           | Открытый воздух (2)                       |

* количество побед в одиночном разряде.
| №  | Дата            | Турнир                    | Покрытие    | Соперница в финале   | Счёт        |
| 1. | 1 октября 2006  | Сегед, Венгрия            | Грунт       | Дороттия Магас       | 6-1 6-4     |
| 2. | 14 декабря 2006 | Валашске-Мезиржичи, Чехия | Хард (зал)  | Радана Голушова      | 6-3 6-4     |
| 3. | 21 января 2007  | Штутгарт, Германия        | Хард (зал)  | Анна Шафер           | 6-1 6-0     |
| 4. | 18 февраля 2007 | Прага, Чехия              | Ковёр (зал) | Магдалена Рыбарикова | 7-5 7-6(2)  |
| 5. | 9 декабря 2007  | Пршеров, Чехия            | Хард (зал)  | Магдалена Рыбарикова | 7-5 6-3     |
| 6. | 15 декабря 2007 | Валашске-Мезиржичи, Чехия | Хард (зал)  | Ивана Лисяк          | 6-4 6-0     |
| 7. | 12 апреля 2008  | Монсон, Испания           | Хард        | Янина Викмайер       | 2-6 6-4 7-5 |

#### Поражения (3)
| №  | Дата            | Турнир               | Покрытие   | Соперница в финале   | Счёт       |
| 1. | 17 июня 2007    | Злин, Чехия          | Грунт      | Клара Закопалова     | 4-6 1-6    |
| 2. | 28 октября 2007 | Братислава, Словакия | Хард (зал) | Татьяна Малек        | 2-6 6-7(7) |
| 3. | 15 мая 2011     | Прага, Чехия         | Грунт      | Магдалена Рыбарикова | 3-6 4-6    |

### Финалы командных турниров (7)

#### Победы (7)
| №  | Год  | Турнир              | Команда                                                 | Соперник в финале                                          | Счёт |
| 1. | 2011 | Кубок Федерации     | Чехия П.Квитова, Л.Шафаржова, Л.Градецка, К.Пешке       | Россия М.Кириленко, С.Кузнецова, А.Павлюченкова, Е.Веснина | 3-2  |
| 2. | 2012 | Кубок Хопмана       | Чехия · П.Квитова, Т.Бердых                             | Франция · М.Бартоли, Р.Гаске                               | 2-0  |
| 3. | 2012 | Кубок Федерации (2) | Чехия П.Квитова, Л.Шафаржова                            | Сербия А.Иванович, Е.Янкович                               | 3-1  |
| 4. | 2014 | Кубок Федерации (3) | Чехия П.Квитова, Л.Шафаржова, А.Главачкова, Л.Градецкая | Германия А.Петкович, А.Кербер, С.Лисицки, Ю.Гёргес         | 3-1  |
| 5. | 2015 | Кубок Федерации (4) | Чехия П.Квитова, К.Плишкова, Б.Стрыцова                 | Россия А.Павлюченкова, М.Шарапова, Е.Веснина               | 3-2  |
| 6. | 2016 | Кубок Федерации (5) | Чехия П.Квитова, К.Плишкова, Б.Стрыцова                 | Франция К.Гарсия, А.Корне, К.Младенович                    | 3-2  |
| 7. | 2018 | Кубок Федерации (6) | Чехия Не играла в финале                                | США С.Кенин, Д.Коллинз, Н.Мелихар, А.Риск                  | 3-0  |

## История выступлений на турнирах
По состоянию на 2 января 2023 года
Для того, чтобы предотвратить неразбериху и удваивание счета, информация в этой таблице корректируется только по окончании участия там данного игрока.
| Турнир                       | 2007          | 2008          | 2009          | 2010          | 2011          | 2012   | 2013          | 2014          | 2015          | 2016  | 2017          | 2018          | 2019          | 2020          | 2021          | 2022          | Итог   | В/П за карьеру |
| ---------------------------- | ------------- | ------------- | ------------- | ------------- | ------------- | ------ | ------------- | ------------- | ------------- | ----- | ------------- | ------------- | ------------- | ------------- | ------------- | ------------- | ------ | -------------- |
| Турниры Большого шлема       |               |               |               |               |               |        |               |               |               |       |               |               |               |               |               |               |        |                |
| Открытый чемпионат Австралии | -             | К             | 1Р            | 2Р            | 1/4           | 1/2    | 2Р            | 1Р            | 3Р            | 2Р    | -             | 1Р            | Ф             | 1/4           | 2Р            | 1Р            | 0 / 13 | 25-13          |
| Открытый чемпионат Франции   | -             | 4Р            | -             | 1Р            | 4Р            | 1/2    | 3Р            | 3Р            | 4Р            | 3Р    | 2Р            | 3Р            | -             | 1/2           | 2Р            | 2Р            | 0 / 13 | 30-12          |
| Уимблдонский турнир          | -             | 1Р            | 1Р            | 1/2           | П             | 1/4    | 1/4           | П             | 3Р            | 2Р    | 2Р            | 1Р            | 4Р            | НП            | 1Р            | 3Р            | 2 / 14 | 35-12          |
| Открытый чемпионат США       | К             | 1Р            | 4Р            | 3Р            | 1Р            | 4Р     | 3Р            | 3Р            | 1/4           | 4Р    | 1/4           | 3Р            | 2Р            | 4Р            | 3Р            | 4Р            | 0 / 15 | 33-15          |
| Итог                         | 0 / 0         | 0 / 3         | 0 / 3         | 0 / 4         | 1 / 4         | 0 / 4  | 0 / 4         | 1 / 4         | 0 / 4         | 0 / 4 | 0 / 3         | 0 / 4         | 0 / 3         | 0 / 3         | 0 / 4         | 0 / 4         | 2 / 55 |                |
| В/П в сезоне                 | 0-0           | 3-3           | 3-3           | 8-4           | 14-3          | 17-4   | 8-4           | 11-3          | 11-4          | 7-4   | 6-3           | 4-4           | 10-3          | 12-3          | 4-3           | 5-4           |        | 123-52         |
| Олимпийские игры             |               |               |               |               |               |        |               |               |               |       |               |               |               |               |               |               |        |                |
| Летняя олимпиада             | НП            | -             | Не проводился | Не проводился | Не проводился | 1/4    | Не проводился | Не проводился | Не проводился | III   | Не проводился | Не проводился | Не проводился | Не проводился | 2Р            | НП            | 0 / 3  | 9-3            |
| Итоговые турниры             |               |               |               |               |               |        |               |               |               |       |               |               |               |               |               |               |        |                |
| Итоговый турнир WTA          | -             | -             | -             | -             | П             | Группа | 1/2           | Группа        | Ф             | -     | -             | Группа        | Группа        | НП            | -             | -             | 1 / 7  | 10-14          |
| Трофей элиты WTA             | Не проводился | Не проводился | Не проводился | Не проводился | -             | -      | -             | -             | -             | П     | -             | -             | -             | Не проводился | Не проводился | Не проводился | 1 / 1  | 4-0            |

К — проигрыш в квалификационном турнире.

## Призовые за время выступлений вWTAтуре
| Год        | Титулы ТБШ | Титулы WTA | Призовые ($) | Место в рейтинге призовых |
| ---------- | ---------- | ---------- | ------------ | ------------------------- |
| 2008       | 0          | 0          | 218,750      | 84                        |
| 2009       | 0          | 1          | 259,301      | 77                        |
| 2010       | 0          | 0          | 647,508      | 32                        |
| 2011       | 1          | 6          | 5,145,943    | 1                         |
| 2012       | 0          | 2          | 2,732,875    | 6                         |
| 2013       | 0          | 2          | 2,853,474    | 8                         |
| 2014       | 1          | 3          | 5,203,236    | 3                         |
| 2015       | 0          | 3          | 3,288,722    | 7                         |
| За карьеру | 2          | 17         | 20,391,180   | 13                        |

## Награды
- Медаль «За заслуги» I степени (2018)[16]
- Медаль Карла Крамаржа (2019)